# Іво Йосипович
І́во Йоси́пович (хорв. Ivo Josipović; нар. 28 серпня 1957, Загреб) — хорватський політик, експерт з правових питань, професор, музикант та композитор. Третій президент Хорватії (з часу її виходу з Югославії), обраний 10 січня 2010 року, обійняв посаду 18 лютого 2010, під час каденції якого переговори щодо вступу Хорватії до ЄС завершилися успішним проведенням референдуму. Член хорватського парламенту від Соціал-демократичної партії Хорватії (СДП).
Батьки Іво родом із Далмації (Башка-Вода). Народився у Заґребі, де закінчив початкову та музичну школу. В юності займався також футболом. Закінчив факультет права університету в Загребі та Музичну академію Загреба, викладає в обох вишах.
20 липня 2009 року Йосипович став кандидатом на посаду президента Хорватії від СДП, випередивши Любо Юрчича на праймеріз 12 липня..
На президентських виборах наприкінці 2014 — початку 2015 року програв у другому турі основному опозиційному кандидатові Колінді Грабар-Кітарович, яка змінила його на посаді президента 19 лютого 2015 року.
Одружений, дружина Татьяна — професор права та правовий експерт. Мають дочку Лану (1991 р.н.)